# Geikie Glacier
Geikie Glacier är en glaciär i Sydgeorgien och Sydsandwichöarna (Storbritannien). Den ligger i den nordvästra delen av Sydgeorgien och Sydsandwichöarna. Geikie Glacier ligger 237 meter över havet.
Terrängen runt Geikie Glacier är kuperad norrut, men söderut är den bergig. En vik av havet är nära Geikie Glacier åt nordost.  Trakten runt Geikie Glacier är nära nog obefolkad, med mindre än två invånare per kvadratkilometer. Det finns inga samhällen i närheten. Trakten runt Geikie Glacier består i huvudsak av gräsmarker.